# Něvská maškaráda
Něvská maškaráda (Neva Masquerade, rusky Невская маскарадная, Něvskaja maskaradnaja) je sibiřská kočka ve zbarvení s odznaky (neboli colorpoint). V mateřské zemi tohoto plemene, v Rusku, jsou něvské maškarády považovány za barevnou varietu sibiřské kočky. Takto je uznávají felinologické organizace WCF, TICA a CFA. Největší evropská felinologická organizace FIFe, pod kterou spadá většina českých chovatelů koček, colorpoint zbarvení u sibiřských koček nepovažuje za přírodní barvu, a proto jsou v této organizaci od roku 2009 něvské maškarády vyčleněny jako sesterské plemeno sibiřských koček, nicméně stále je povoleno vzájemné křížení obou plemen. Díky recesívnímu charakteru dědičnosti colorpoint zbarvení se tak občas stane, že se plnobarevným sibiřským kočkám narodí potomek v barvě s odznaky.

## Stavba těla
V popisu postavy a charakteru srsti je standard něvské maškarády shodný se sibiřskou kočkou. Jedná se tedy o polodlouhosrstou střední až velkou dobře stavěnou a osvalenou kočku. Mezi zimním a letním osrstěním je výrazný rozdíl. Krycí srst odpuzuje vodu a je příjemná na dotek. Přední a zadní packy jsou ochlupené, aby se tato kočka mohla jednoduše brodit sněhem.

## Zbarvení
Pro colourpoint zbarvení je charakteristická modrá barva očí, upřednostňována je co nejtmavší v jednotném odstínu. Barvy odznaků jsou povoleny ve stejných přírodních odstínech jako u plnobarevných sibiřských koček, tedy čokoládově černá (seal), červená, želvovinová, ředěné barvy modrá a krémová, častá je kresba, možné jsou stříbřité či zlaté variety a bílá skvrnitost.

## Charakter
Něvské maškarády bývají milé a přítulné. Rády si hrají i do vysokého věku. Řadí se mezi aktivní plemena. Mnoho českých chovatelů upřednostňuje v chovu vyrovnaný a přátelský charakter něvských maškarád. Je citlivá a velmi čistotná. Toto plemeno je doporučováno pro felinoterapii.

## Zajímavost
Majitelem dvou něvských kocourů je bývalý ruský prezident a premiér Ruské federace Dmitrij Medveděv. Kocouři Dorofej a Jenisej pocházejí z moskevské chovatelské stanice Velikij Ochotnik.